# Georges Thierry d'Argenlieu
Georges Thierry d'Argenlieu (Brest, 7 agosto 1889 – Le Relecq-Kerhuon, 7 settembre 1964) è stato un ammiraglio, diplomatico e religioso francese. Fu insignito del titolo di compagno dell'Ordre de la Libération.
Ufficiale di marina dal 1911, nel 1920 abbandonò la carriera militare e si fece carmelitano con il nome di padre Louis de la Trinité. Nel 1939 riprese l'attività come capitano di vascello, ma venne catturato dalle truppe naziste. Riuscì comunque a evadere e si schierò dalla parte di Charles De Gaulle, ottenendo il comando della flotta francese libera.
Nel 1945 divenne Alto Commissario dell'Indocina, carica che mantenne fino al 1947, quando ritornò in convento.
Dopo che Ho Chi Minh ebbe costretto Bao Dai, ultimo imperatore ad abdicare, il 2 settembre 1945 veniva proclamata l'indipendenza del Vietnam. Alla Conferenza di Potsdam era stato deciso che i britannici e i cinesi avrebbero provveduto alla risistemazione dell'Indocina, ma quando agli inizi di ottobre 1945 i soldati francesi furono a sufficienza, i britannici lasciarono il paese nelle mani del generale Philippe Leclerc e dell'alto commissario francese Jean Saintenay. A questo punto i francesi acconsentirono alla nascita di una Repubblica democratica del Vietnam all'interno dell'Union Francaise. Theirry d'Argenlieu fu il nuovo alto commissario di de Gaulle ma a differenza di Leclerc, era un intransigente, non voleva scendere a patti con Ho Chi Minh e fece precipitare la situazione. Infatti, il suo obiettivo era ristabilire un rigido dominio coloniale e mentre Ho era in Francia per definire gli accordi con Leclerc, D'Argenlieu proclamò in modo unilaterale la nuova repubblica autonoma della Cocincina. I negoziati iniziarono a naufragare e l'ammiraglio con il pretesto di bloccare dei rifornimenti di armi, ordinò all'incrociatore Suffren di bombardare Haiphong, sterminando seimila persone. I soldati francesi ad Hanoi iniziarono a opporsi al governo del Nord che era stato democraticamente eletto e dopo il ritorno di Ho Chi Minh dalla conferenza di Fointeainebleu egli fece appello alla guerra di resistenza dando inizio alla Guerra d'Indocina.